# Tirefour Broch

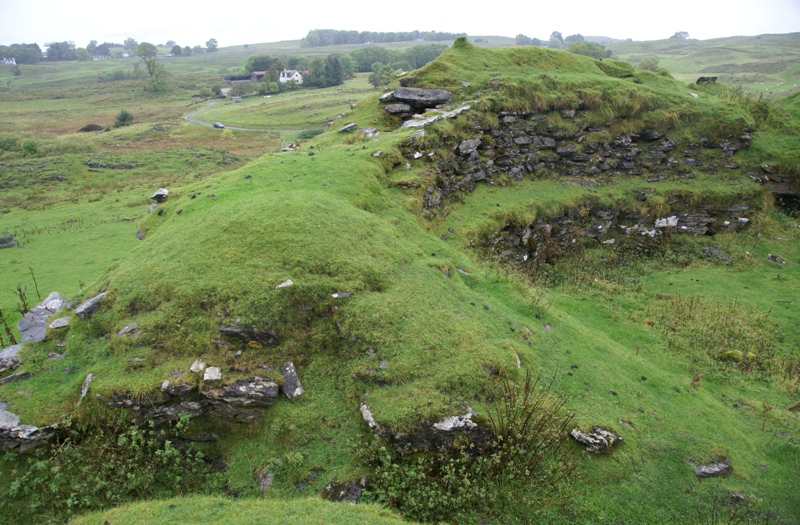
Zuidwestelijk gedeelte met vooraan de ingang tot de broch. Rechts is de scarcement ledge zichtbaar.

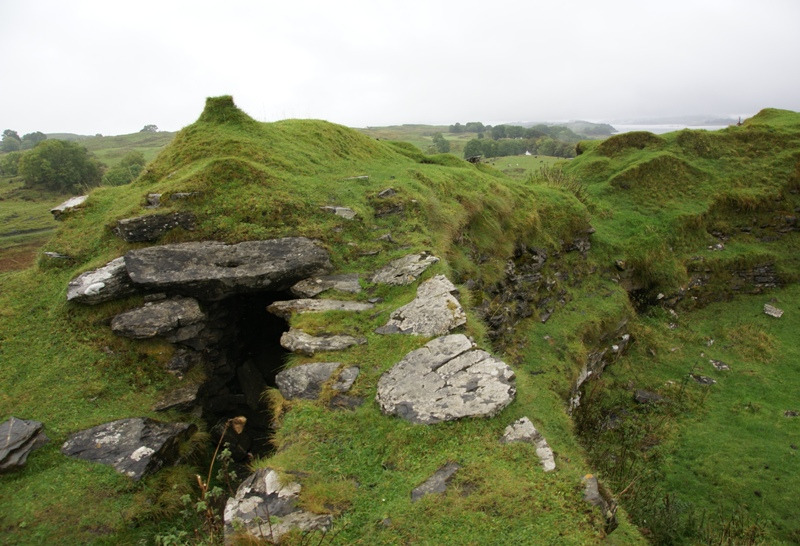
De galerij.

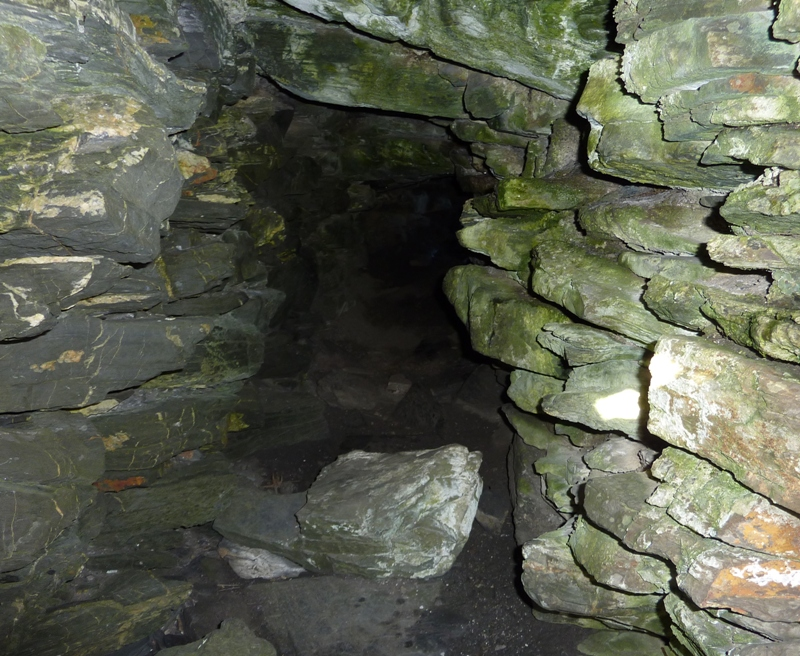
In de galerij.

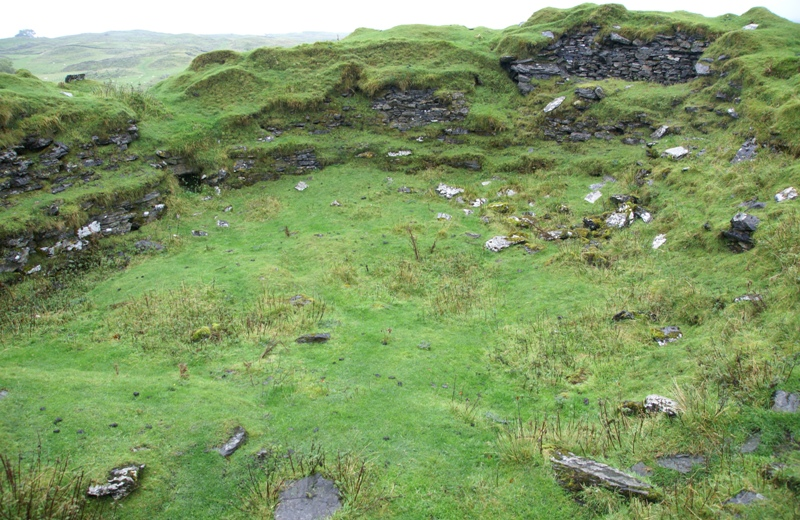
Binnenste van de broch, kijkende richting het noorden. links van het midden is de vermoedelijke ingang tot een intramurale cel.

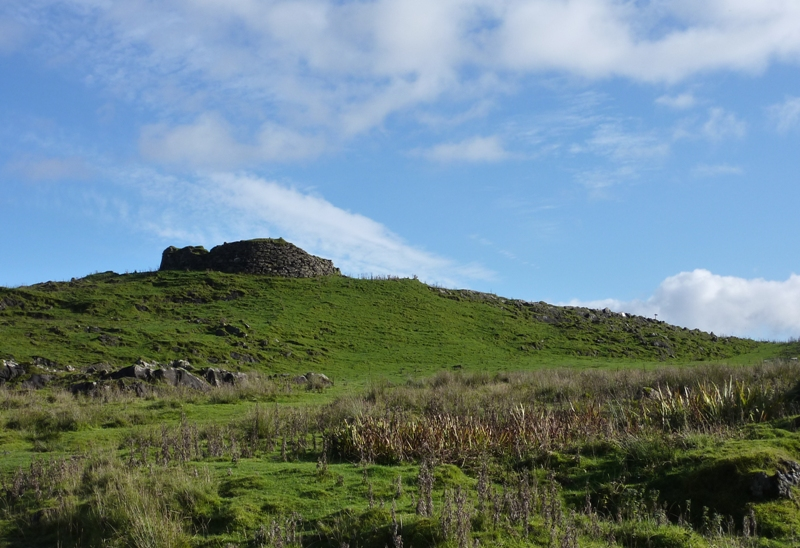
Tirefour Broch ligt op een rotsachtige hoogte aan de kust.

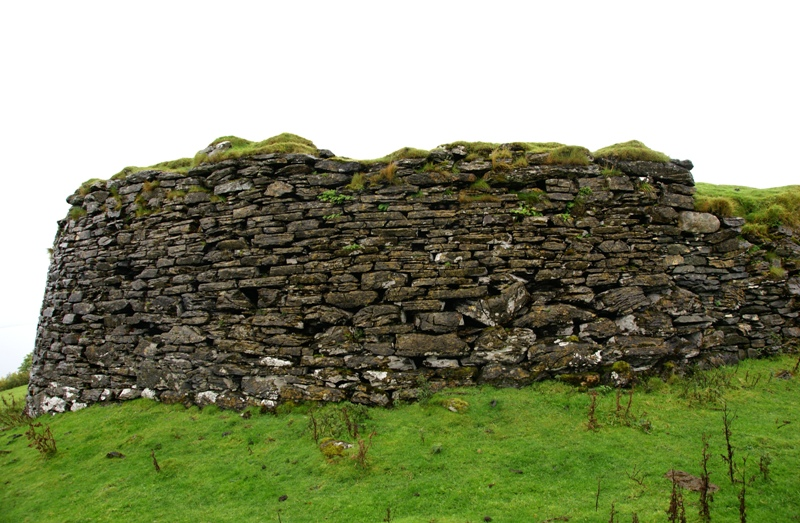
Vanuit het noordwesten. Typisch voor een broch is de ietwat schuine muur.

Tirefour Broch, ook wel Tirefour Castle, Tirfuir en Tirrefour genoemd, is een broch, een gebouw uit de IJzertijd, gelegen vier kilometer ten noorden van Achnacroish op het Schotse eiland Lismore.

## Naamgeving
Tirfuir zou zijn afgeleid van het Gaelische tìr, dat land betekent, en van fuar dat koud betekent. Een theorie uit de negentiende eeuw stelt dat Tirfuir is afgeleid vanTur, dat toren betekent, en foir, dat hulp en veiligheid kan betekenen.
Een lokale traditie zegt dat Tirfuir de naam was van het eiland voordat Sint Moluag het eiland hernoemde tot Lismore.

## Periode
Tirefour Broch is vermoedelijk gebouwd in de periode tussen 500 v.Chr. en het begin van de jaartelling. De broch was bewoond tijdens de Romeinse bezetting van Groot-Brittannië getuige de vondst van een Romeinse broche van emaille in de funderingslaag. Een theorie zegt dat deze broche een gift aan de goden was, geplaatst voordat de daadwerkelijke bouw aanving.
De broch werd bewoond tot in de middeleeuwen. Onder de vondsten in de broch bevond zich een decoratieve pin uit de achtste eeuw. Ook werden een Noorse pin gevonden en klinknagels, stammende uit de elfde of twaalfde eeuw. Verder bevinden zich nabij de broch de resten van een rechthoekig gebouw in Noorse stijl.

## Ligging
Tirefour Broch is gelegen op een rotsachtige hoogte aan de oostkust van het eiland Lismore. Bij helder weer kan Ben Nevis in het noorden, Ben Cruachan in het oosten en de Paps of Jura in het zuiden gezien worden. Aan de noordwestelijke zijde bevindt zich een steile helling, net als aan de zuidoostelijke zijde. Deze laatste helling gaat over in een licht glooiend plateau dat eindigt in een steile klif. Vanuit het noordoosten en het zuidwesten is Tirefour Broch gemakkelijk te benaderen.

## Bouw
Tirefour Broch heeft een vrijwel ronde plattegrond. Het gebouw heeft een solid based wall, dat wil zeggen dat de onderste verdieping is opgebouwd uit een massieve, droogstenen muur. Deze muur is gemiddeld 4,5 meter dik. De interne diameter van de broch is circa 12,2 meter. De muur is gemiddeld drie meter hoog en bereikt zijn maximale overgebleven hoogte van 4,9 meter in de zuidoostelijke hoek. De broch zou zo'n vijftien meter hoog zijn geweest.
Een zogenaamde scarcement ledge, een naar de binnenzijde uitstekende stenen richel, is duidelijk zichtbaar in de broch. Deze bevindt zich 2,5 meter boven het originele vloerniveau. De richel is zestig centimeter breed. De richel is intact voor ongeveer driekwart van de inwendige omtrek.
Aan de noordwestelijke en oostelijke zijde zijn op een hoogte van 2,5 meter boven het originele vloerniveau intramurale galerijen te zien. De galerij is 61 centimeter breed en 107 centimeter hoog. Aan de noordwestelijke zijde is de galerij zeven meter lang. Het plafond wordt gevormd door grote, platte stenen.
Het binnenste van de broch is deels opgevuld met aarde tot een hoogte van zeker een meter. Op het niveau van de oorspronkelijke vloer, anno 2010 bedekt door aarde in de broch, bevindt zich aan de noordzijde een opening van een meter breed, die vermoedelijk toegang gaf tot een intramurale ruimte of een trap.
De ingang tot de broch bevindt zich aan de westzuidwestelijke zijde en is 1,4 meter breed. Er zijn geen sporen bij de ingang te vinden die duidelijk maken hoe een eventuele deur bevestigd was of gesloten kon worden. Ook zijn er geen aanwijzingen voor een intramurale ruimte bij de ingang (een zogenaamde guard cell).
Rondom de broch zijn sporen te zien van twee wallen, die extra bescherming boden aan de noordoostelijke en zuidwestelijke zijde. In de zuidwestelijke wal is een opening die in lijn ligt met de ingang van de broch.